# 1975年の政治
1975年の政治（1975ねんのせいじ）では、1975年（昭和50年）の政治分野に関する出来事について記述する。

## できごと

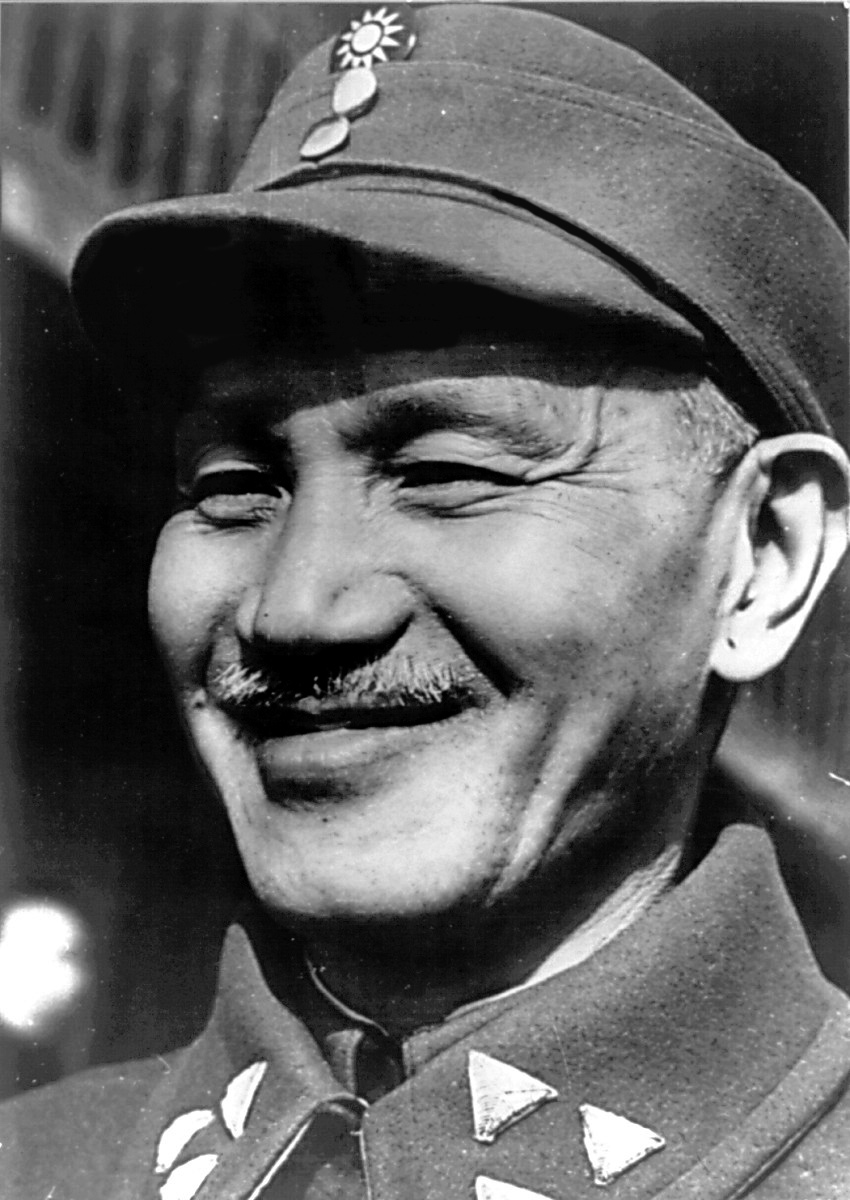
蔣介石　大陸復帰の夢は適わなかった。

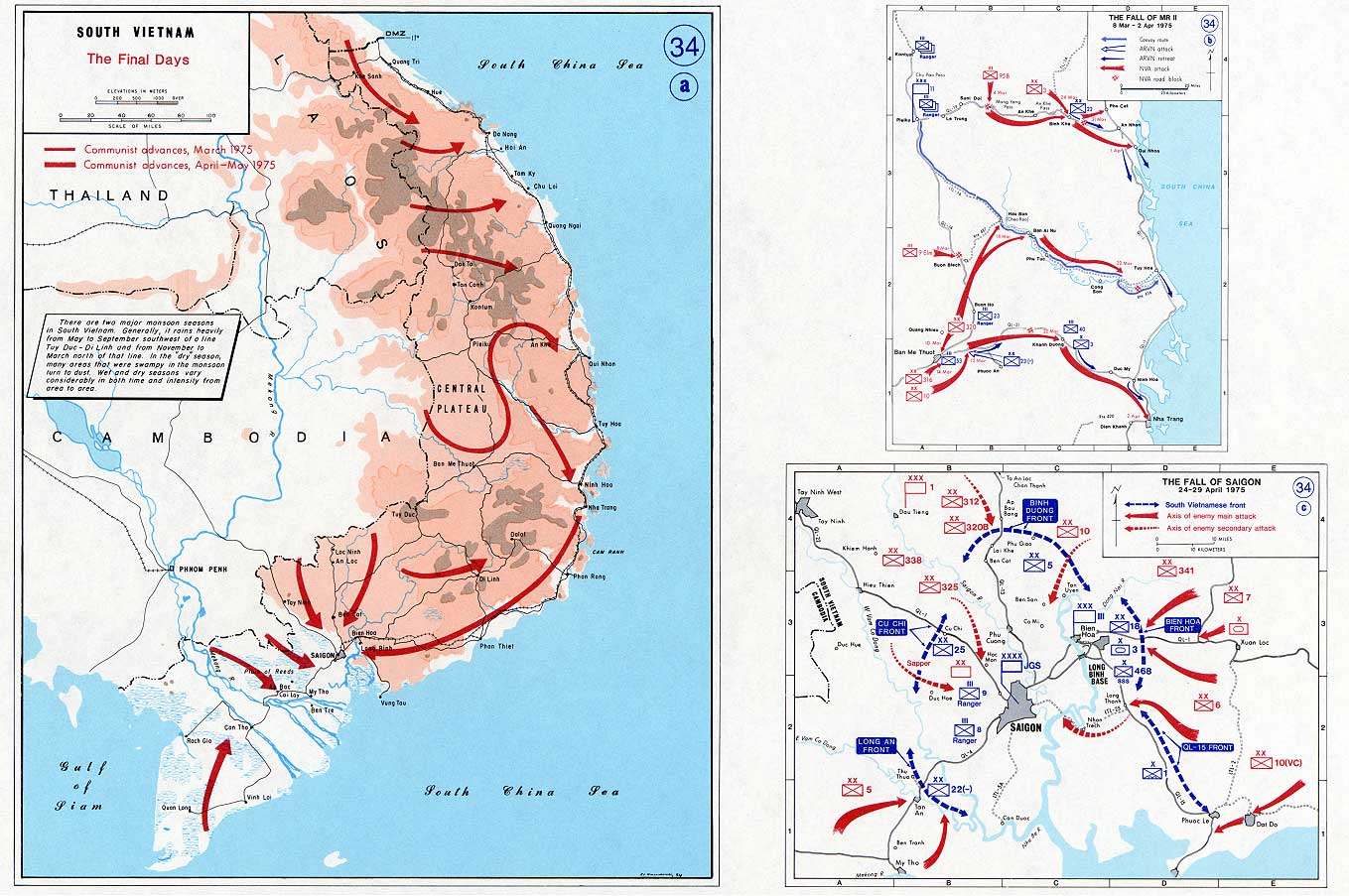
1975年3月以降、サイゴン陥落までの北ベトナム軍の攻撃の経緯を表した地図

### 1月
- 1月6日 - 日中平和友好条約交渉、東郷文彦外務事務次官と陳楚中国大使の間で再開。
- 1月24日 - 第75通常国会再開。三木武夫首相が施政方針演説。政治資金規正法改正案、独占禁止法改正案を提出。

### 2月
- 2月6日 - 国民協会が国民政治協会に改組。

### 3月
- 3月13日 - 中曽根康弘自民党幹事長、土光敏夫経団連会長と会談、企業献金再開を要請する。

### 4月
- 4月6日 - 中華民国の蔣介石総統が死去し、後任に厳家淦が就任。
- 4月13日 - 統一地方選挙。
  - 東京都知事選挙では、美濃部亮吉が石原慎太郎を破り、再選。その他、大阪府知事には黒田了一、神奈川県知事に長洲一二が当選し、革新自治体が増加する。
- 4月17日 - カンボジアでクメール・ルージュが実権を掌握。
- 4月30日 - サイゴン陥落によりベトナム戦争終結。

### 5月
- 5月7日 - イギリスのエリザベス2世女王来日。
- 5月16日 - シッキム王国がインドに編入される。

### 6月
- 6月3日
  - 長谷川峻労働大臣、国会で労働組合のスト権回復要求に前向きに取り組む意向を示す。
  - 佐藤栄作元首相死去。
- 6月16日 - 佐藤栄作元首相国民葬。三木武夫首相が右翼の暴漢に襲われる。

### 7月
- 7月4日 - 第75通常国会が閉幕。政治資金規正法改正案成立。酒・たばこ値上げ法案、独占禁止法改正案が廃案。
- 7月11日 - 私立学校振興助成法が公布される。
- 7月12日 - サントメ・プリンシペがポルトガルから独立。
- 7月17日 - 皇太子明仁親王と同妃美智子が沖縄を訪問。極左過激派から火炎瓶を投擲される（ひめゆりの塔事件）。
- 7月27日 - 日本共産党と創価学会が1974年12月に調印した「相互不干渉・共存」十年協定を公表する。

### 8月

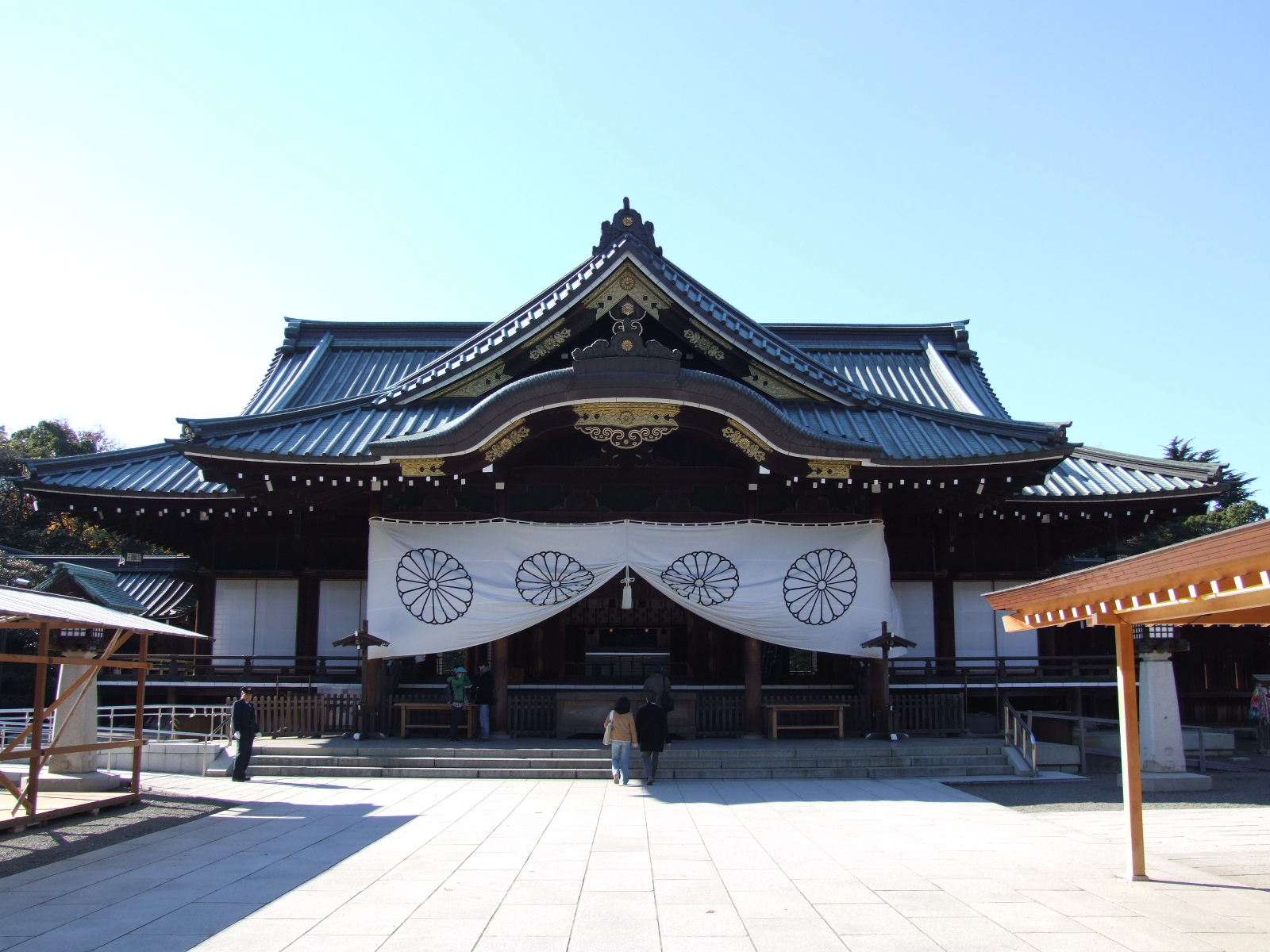
靖国神社 拝殿。三木首相の私的参拝から今日に続く靖国問題は始まった。

- 8月1日 - 公明党中央執行委員会、共産党との政治共闘を否定。
- 8月4日 - 日本赤軍、マレーシア・クアラルンプールでアメリカ大使館を占拠。
- 8月5日 - 三木首相、訪米。ジェラルド・フォード大統領と会談。
- 8月15日 - 三木首相、靖国神社を参拝。

### 9月
- 9月11日 - 第76臨時国会、召集。
- 9月30日 - 昭和天皇、香淳皇后、アメリカを訪問。

### 10月
- 10月1日 - 第12回国勢調査。総人口1億1193万3818人。核家族化の進行。

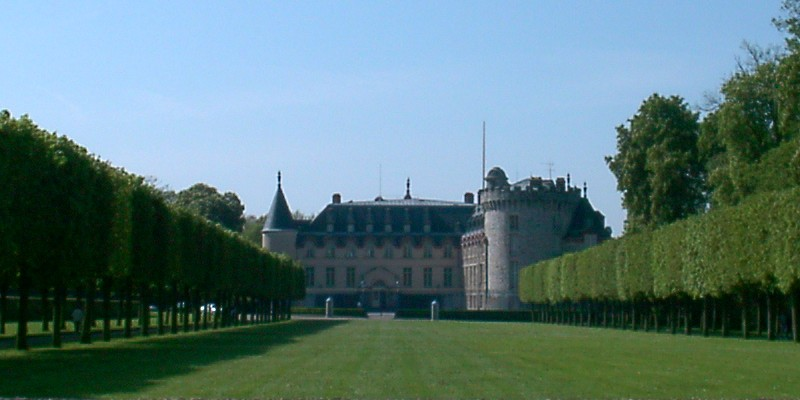
第1回サミットが開催されたランブイエ城

### 11月
- 11月7日 - 補正予算成立。
- 11月15日 - ヴァレリー・ジスカール・デスタン・フランス大統領の呼びかけで第1回先進国首脳会議（ランブイエ・サミット）開催。日本からは三木首相が参加。
- 11月22日
  - 三木首相、中曽根自民党幹事長と会談。スト権ストが強行された場合に関係法に照らし厳重に処置する方針を確認。
  - 韓国で「学園浸透スパイ団事件」。徐勝他18人の留学生が国家保安法違反容疑で逮捕される。
- 11月26日 - 公共企業体労働組合協議会（公労協）、スト権スト実施。
  - 海部俊樹内閣官房副長官、スト権ストをめぐる討論の中で注目されるようになる。
- 11月28日 - 東ティモールがポルトガルからの独立を宣言。

### 12月
- 12月1日 - 政府、公共企業体労働者のスト権を否認する。公労協、スト中止を要請。
- 12月2日 - ラオスで王制が廃止、ラオス人民民主共和国樹立。
- 12月13日 - 酒、たばこ値上げ法案成立。